# Овчинников, Иван Никифорович

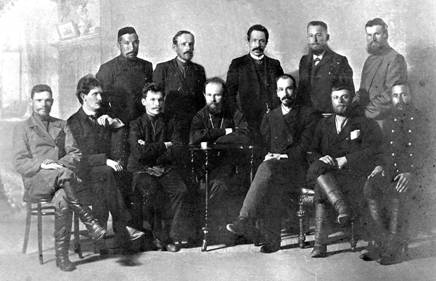
Члены государственной Думы Первого созыва от Вятской губернии. Слева — направо, сидят: С. Я. Тумбусов, В. С. Нечаев, П. Ф. Целоусов, о. Н. В. Огнёв, И. Н. Овчинников, И. О. Кузнецов, Е. П. Мамаев; стоят: Ш. Х. Хусаинов, Н. И. Бирюков, С. В. Ложкин, П. А. Садырин, В. С. Вихарев.

Ива́н Ники́форович Овчи́нников (1863 — ?) — агроном, депутат Государственной думы I созыва от Вятской губернии.

## Биография
Выпускник Казанского университета. Агроном, управляющий имением Александровых в селе Савали Малмыжского уезда Вятской губернии. Малмыжский уездный и вятский губернский земский гласный. В 1904—1905 г. избирался на Московские съезды земских и городских деятелей от вятского земства. Председатель Малмыжского уездного комитета Конституционно-демократической партии.
Летом 1905 г. на годичном собрании Малмыжского сельскохозяйственного общества подписал письмо государю-императору. В письме говорилось «Внемли голосу нашему, Государь, созови скорее народных представителей, останови братское кровопролитие и дай мир народу твоему». Письмо подписали более пятидесяти участников собрания, среди них — Пётр Александров, Павел Садырин, его жена Стефания Садырина, Павел Батуев и другие.
16 апреля 1906 избран в Государственную думу I созыва от общего состава выборщиков Вятского губернского избирательного собрания. Входил в Конституционно-демократическую фракцию. Подписал законопроекты: «42-х» по аграрному вопросу, «О гражданском равенстве», «Об изменении статей 55-57 Учреждения Государственной Думы». Выступал по вопросам: о всеобщем избирательном праве, о передаче в Аграрную комиссию законопроекта «33-х».
10 июля 1906 года в г. Выборге подписал «Выборгское воззвание» и осужден по ст. 129, ч. 1, п. п. 51 и 3 Уголовного Уложения, приговорен к 3 месяцам тюрьмы и лишен права быть избранным.
Дальнейшая судьба неизвестна. Однако, есть сведения, что Иван Никифорович Овчинников (1863 г. р.), проживавший в г. Казани и работавший в «Татсоюзе», 13 сентября 1921 года был арестован по обвинению в «созыве нелегального собрания комитета помощи голодающим», а 27 сентября 1921 освобождён под взятую у него Коллегией Всетатарской ЧК подписку о невыезде. Реабилитирован 10 ноября 1998 г.. Одновременно с Овчинниковым по этому же делу арестован другой «перводумец и выборжец» П. А. Ершов.